# Patricio Garino
Patricio Nicolás Garino Gullotta (Mar del Plata, 17 maggio 1993) è un cestista argentino con cittadinanza italiana.

## Carriera

### Draft NBA e Summer League 2016
Dopo aver frequentato per quattro anni la George Washington University Garino decise di candidarsi per il Draft NBA 2016. Tuttavia Garino non venne scelto da nessuna squadra NBA, diventando così un undrafted free agent. Disputò così la Summer League 2016 con gli Orlando Magic. Alla fine della manifestazione Garino non venne riconfermato nel roster dalla dirigenza dei Magic.

### San Antonio e Austin Spurs (2016-2017)
Dopo le Olimpiadi 2016 Garino firmò un contratto non garantito con i San Antonio Spurs, in cui si ricongiunse con i compagni di nazionale Emanuel Ginóbili e Nicolás Laprovíttola. Il 23 ottobre 2016, dopo 4 partite di pre-season, Garino venne tagliato dagli Spurs.
Dopo essere stato tagliato dai San Antonio Spurs, venne ingaggiato dagli Austin Spurs, franchigia della D-League affiliata ai San Antonio Spurs. Agli Austin Spurs Garino giocò 49 partite, mettendo a segno 548 punti, tenendo di media 11,2 punti a partita.

### Orlando Magic (2017)
Il 3 aprile 2017 Garino firmò un contratto fino al termine della stagione con gli Orlando Magic, la stessa squadra con cui disputò la Summer League 2016. Garino fece il suo debutto con i Magic 2 giorni dopo nella gara persa in trasferta per 122-102 contro i Cleveland Cavaliers disputando 4 minuti. Disputò le altre 4 partite restanti della stagione dei Magic, ma senza segnare alcun punto.

### Nazionale
Dal 2015 Garino milita nella Nazionale maggiore argentina, con cui disputò le Olimpiadi di Rio 2016.

## Statistiche

### College
| Anno       | Squadra            | PG  | PT  | MP   | TC%  | 3P%  | TL%  | RP  | AP  | PRP | SP  | PP   |
| ---------- | ------------------ | --- | --- | ---- | ---- | ---- | ---- | --- | --- | --- | --- | ---- |
| 2012-2013  | GW Revolutionaries | 30  | 30  | 26,9 | 42,7 | 28,6 | 64,8 | 3,4 | 2,1 | 2,3 | 0,4 | 8,8  |
| 2013-2014  | GW Revolutionaries | 26  | 14  | 28,7 | 56,1 | 34,3 | 59,3 | 4,4 | 2,0 | 1,6 | 0,8 | 12,1 |
| 2014-2015  | GW Revolutionaries | 35  | 35  | 31,6 | 53,1 | 29,6 | 73,5 | 5,3 | 1,5 | 1,7 | 0,8 | 12,4 |
| 2015-2016† | GW Revolutionaries | 38  | 38  | 32,0 | 51,0 | 43,0 | 68,9 | 4,2 | 1,5 | 1,4 | 0,8 | 14,1 |
| Carriera   | Carriera           | 129 | 117 | 30,1 | 50,8 | 36,4 | 67,1 | 4,3 | 1,7 | 1,7 | 0,7 | 12,0 |

### NBA

#### Regular Season
| Anno      | Squadra       | PG | PT | MP  | TC% | 3P% | TL% | RP  | AP  | PRP | SP  | PP  |
| --------- | ------------- | -- | -- | --- | --- | --- | --- | --- | --- | --- | --- | --- |
| 2016-2017 | Orlando Magic | 5  | 0  | 8,6 | 0,0 | 0,0 | -   | 1,4 | 0,0 | 0,0 | 0,0 | 0,0 |
| Carriera  | Carriera      | 5  | 0  | 8,6 | 0,0 | 0,0 | -   | 1,4 | 0,0 | 0,0 | 0,0 | 0,0 |

### Eurolega
| Anno      | Squadra         | PG | PT | MP   | TC%  | 3P%  | TL%  | RP  | AP  | PRP | SP  | PP  |
| --------- | --------------- | -- | -- | ---- | ---- | ---- | ---- | --- | --- | --- | --- | --- |
| 2017-2018 | Saski Baskonia  | 23 | 7  | 15,1 | 46,8 | 27,3 | 83,9 | 1,7 | 0,7 | 1,0 | 0,1 | 4,5 |
| 2018-2019 | Saski Baskonia  | 18 | 8  | 14,7 | 50,7 | 44,4 | 73,7 | 1,4 | 0,3 | 0,7 | 0,1 | 5,6 |
| 2019-2020 | Saski Baskonia  | 10 | 4  | 19,0 | 32,0 | 32,0 | 93,1 | 3,5 | 0,6 | 0,5 | 0,1 | 6,7 |
| 2020-2021 | Žalgiris Kaunas | 4  | 0  | 7,3  | 44,4 | 40,0 | 100  | 0,8 | 0,8 | 0,0 | 0,2 | 3,0 |
| Carriera  | Carriera        | 55 | 19 | 15,1 | 44,4 | 36,4 | 85,2 | 1,9 | 0,5 | 0,7 | 0,1 | 5,1 |

## Palmarès
- Campione NIT (2016)
- Campionato spagnolo: 1

Saski Baskonia: 2019-2020
- Campionato lituano: 1

Žalgiris Kaunas: 2020-2021
- Coppa di Lituania: 1

Žalgiris Kaunas: 2020-2021